# Casa Carlets
La Casa Carlets o Mas de Carlets és una masia del poble de Castissent, a l'antic terme de Fígols de Tremp, pertanyent actualment al municipi de Tremp. Està situada al sud-est del turó on hi ha l'església de Castissent, a la partida de la Pardina. És al sud-est de Casa Batlle, a ponent de lo Serrà i al sud-oest del turó del Pica Moixó i del Tossal de l'Aleixó, a prop del límit sud-occidental del terme municipal, limítrof amb Sant Esteve de la Sarga, al lloc on hi ha el Pas del Llop.
Es tracta d'un conjunt d'edificis que comprèn habitatge, diversos corrals i pallers, un celler, un recinte tancat on hi ha coberts i per acabar una nau industrial. L'habitatge està format per diferents cossos junts i consta de dues plantes. La part central de l'edifici trobem dues arcades adovellades que donen accés a l'interior. L'aparell és de pedra del país sense treballar rejuntada amb fang. El parament es mostra sense arrebossar. Les obertures estan distribuïdes sense ordre. A la segona planta hi ha dos balcons ampitats amb barana de ferro. La coberta està formada per un embigat de fusta cobert de teula ceràmica.